# Élisabeth de Lancastre
 (juillet 2010).
Si vous disposez d'ouvrages ou d'articles de référence ou si vous connaissez des sites web de qualité traitant du thème abordé ici, merci de compléter l'article en donnant les références utiles à sa vérifiabilité et en les liant à la section « Notes et références ».
Titres
Comtesse de Pembroke
24 juin 1380 – 24 septembre 1383
(3 ans et 3 mois)
Comtesse de Huntingdon
2 juin 1388 – 16 janvier 1400
(11 ans, 7 mois et 14 jours)
Duchesse d'Exeter
29 septembre 1397 – 3 novembre 1399
(2 ans, 1 mois et 5 jours)
Élisabeth de Lancastre, née en 1364, décédée le 24 novembre 1426, était la troisième fille de Jean de Gand et de sa première épouse Blanche de Lancastre. Des sources la disent née entre le 1er janvier 1363 et le 21 février 1363.
Elle épousa, le 24 juin 1380, au château de Kenilworth, Jean Hastings, troisième comte de Pembroke ; mariage qui fut annulé en 1383. Elle se remaria le 24 juin 1386 à Plymouth avec Jean Holland, duc d'Exeter. Après le décès de ce dernier en 1400, elle épousa en troisièmes noces John Cornwall, premier baron Fanhope et Milbroke. Elle fut enterrée en l'église de Burford dans le Shropshire.

## Descendance
Avec Jean Holland :
- Constance Holland (1387-1437), mariée en 1402 avec Thomas de Mowbray (1385 - † 1405), comte de Norfolk et en secondes noces en 1413 avec John Grey.
- Richard Holland (vers 1389-3 septembre 1400).
- Alice Holland (vers 1395-vers 1406), mariée avec Richard de Vere, comte d'Oxford.
- Jean Holland (1395-1447).
- Sir Édouard Holland, (1399-1413).

Avec John Cornwall : 
- Constance Cornwall, (vers 1401-vers 1427), mariée avec John FitzAlan, comte d'Arundel.
- John Cornwall, (vers 1404-1421), mort lors du siège de Meaux, aux côtés de son père qui le vit décapiter par le projectile lancé d'un pierrier.